# Mont-près-Chambord
Mont-près-Chambord és un municipi francès, situat al departament del Loir i Cher i a la regió de Centre – Vall del Loira. L'any 2007 tenia 3.242 habitants.

## Demografia

### Població
El 2007 la població de fet de Mont-près-Chambord era de 3.242 persones. Hi havia 1.273 famílies, de les quals 268 eren unipersonals (96 homes vivint sols i 172 dones vivint soles), 464 parelles sense fills, 453 parelles amb fills i 88 famílies monoparentals amb fills.
La població ha evolucionat segons el següent gràfic:
Habitants censats

### Habitatges
El 2007 hi havia 1.401 habitatges, 1.290 eren l'habitatge principal de la família, 44 eren segones residències i 67 estaven desocupats. 1.290 eren cases i 102 eren apartaments. Dels 1.290 habitatges principals, 1.051 estaven ocupats pels seus propietaris, 217 estaven llogats i ocupats pels llogaters i 22 estaven cedits a títol gratuït; 9 tenien una cambra, 57 en tenien dues, 174 en tenien tres, 369 en tenien quatre i 681 en tenien cinc o més. 1.065 habitatges disposaven pel capbaix d'una plaça de pàrquing. A 494 habitatges hi havia un automòbil i a 713 n'hi havia dos o més.

### Piràmide de població
La piràmide de població per edats i sexe el 2009 era:
| Homes | Edats   | Dones |
| ----- | ------- | ----- |
| 0     | 95 o +  | 4     |
| 4     | 90 a 94 | 12    |
| 8     | 85 a 89 | 24    |
| 0     | 80 a 84 | 12    |
| 32    | 75 a 79 | 48    |
| 64    | 70 a 74 | 68    |
| 88    | 65 a 69 | 68    |
| 44    | 60 a 64 | 76    |
| 68    | 55 a 59 | 68    |
| 108   | 50 a 54 | 92    |
| 128   | 45 a 49 | 156   |
| 116   | 40 a 44 | 128   |
| 132   | 35 a 39 | 108   |
| 80    | 30 a 34 | 104   |
| 112   | 25 a 29 | 88    |
| 112   | 20 a 24 | 48    |
| 124   | 15 a 19 | 100   |
| 124   | 10 a 14 | 112   |
| 120   | 5 a 9   | 104   |
| 72    | 0 a 4   | 72    |

## Economia
El 2007 la població en edat de treballar era de 2.178 persones, 1.660 eren actives i 518 eren inactives. De les 1.660 persones actives 1.560 estaven ocupades (822 homes i 738 dones) i 100 estaven aturades (46 homes i 54 dones). De les 518 persones inactives 229 estaven jubilades, 175 estaven estudiant i 114 estaven classificades com a «altres inactius».

### Ingressos
El 2009 a Mont-près-Chambord hi havia 1.330 unitats fiscals que integraven 3.364,5 persones, la mediana anual d'ingressos fiscals per persona era de 20.942 €.

### Activitats econòmiques
Dels 128 establiments que hi havia el 2007, 4 eren d'empreses alimentàries, 3 d'empreses de fabricació de material elèctric, 10 d'empreses de fabricació d'altres productes industrials, 27 d'empreses de construcció, 31 d'empreses de comerç i reparació d'automòbils, 9 d'empreses de transport, 6 d'empreses d'hostatgeria i restauració, 1 d'una empresa d'informació i comunicació, 3 d'empreses financeres, 1 d'una empresa immobiliària, 16 d'empreses de serveis, 9 d'entitats de l'administració pública i 8 d'empreses classificades com a «altres activitats de serveis».
Dels 40 establiments de servei als particulars que hi havia el 2009, 1 era una oficina de correu, 1 una oficina bancària, 7 tallers de reparació d'automòbils i de material agrícola, 1 taller d'inspecció tècnica de vehicles, 1 autoescola, 3 paletes, 7 guixaires pintors, 3 fusteries, 6 lampisteries, 2 electricistes, 3 perruqueries, 3 restaurants, 1 tintoreria i 1 saló de bellesa.
Dels 9 establiments comercials que hi havia el 2009, 1 era un hipermercat, 1 una botiga de més de 120 m², 2 fleques, 2 carnisseries, 2 drogueries i 1 una joieria.
L'any 2000 a Mont-près-Chambord hi havia 30 explotacions agrícoles que ocupaven un total de 338 hectàrees.

## Equipaments sanitaris i escolars
L'únic equipament sanitari que hi havia el 2009 era una farmàcia.
El 2009 hi havia 1 escola maternal i 1 escola elemental.

## Poblacions més properes
El següent diagrama mostra les poblacions més properes.